# Matelea jenmanii
Matelea jenmanii är en oleanderväxtart som först beskrevs av Morillo, och fick sitt nu gällande namn av G. Morillo. Matelea jenmanii ingår i släktet Matelea och familjen oleanderväxter. Inga underarter finns listade i Catalogue of Life.